# Juan Fernández de Híjar y Cabrera
Juan Fernández de Híjar y Cabrera (ca. 1419-27 de noviembre de 1491) fue un noble aragonés, VII señor de Híjar, y el primer duque de Híjar y de Aliaga. Con la acumulación de estos títulos inició la moderna casa de Híjar.

## Contexto familiar
Juan Fernández fue hijo de Juan Fernández de Híjar y Centelles, VI señor de Híjar, conocido como El Orador, y de Timbor de Cabrera y Aragón, hija de Bernardo de Cabrera, I conde de Módica, XXIV vizconde de Cabrera, y XXVI de Bas y de Timbor de Prades y Ximénez de Arenós, hija de Juan de Aragón y Foix, III conde de Prades y barón de Entenza.

## Vida y carrera

### Señor de Híjar y territorios
Heredó los señoríos de Híjar, Lécera y Castellote tras la muerte de su padre. Durante los conflictos entre el rey Juan II de Aragón y su hijo Carlos de Viana, Juan Fernández se alineó inicialmente con el príncipe Carlos, tomando en su nombre Aliaga, Castellote y Alcañiz. Sin embargo, cambió de bando, apoyando al rey, quien lo recompensó con el condado de Aliaga (1461) y el señorío de Castellote.

### Conflictos con la Orden de San Juan
Las concesiones reales provocaron conflictos con la Orden de San Juan, que reclamó dichas tierras tras la muerte del monarca. Aunque la orden recuperó parte de los territorios, los servicios de Juan Fernández fueron recompensados por los Reyes Católicos con la creación del Ducado de Híjar (1483) y el Ducado de Aliaga (1487).

## Matrimonios y descendencia
El 19 de agosto de 1436 contrajo matrimonio con Catalina de Beaumont, hija de Carlos de Beaumont, condestable de Navarra, y de Ana Curtón. Tuvieron seis hijos:
- Luis Fernández de Híjar y Beaumont, II duque de Híjar y de Aliaga.
- Margarita de Híjar, casada con Felipe de Erill.
- Timbor de Híjar, esposa de Felipe Galcerán de Castro, señor de Estadilla y barón de Peralta y Guimerá.
- Blanca de Híjar, casada con Blasco IV de Alagón, XI señor de Sástago y Pina.
- Catalina de Híjar (f. 1521), esposa de Lope Ximénez de Urrea, I conde de Aranda.
- Otro hijo cuya identidad es incierta.

## Sucesión
| Predecesor: Juan Fernández de Híjar y Centelles | Señor y duque de Híjar 1456–1491 | Sucesor: Luis Fernández de Híjar y Beaumont |
| Predecesor: Título creado                       | Duque de Aliaga 1487–1491        | Sucesor: Luis Fernández de Híjar y Beaumont |